# Hana Dohnálková
Hana Dohnálková (* 18. října 1980 Praha) je česká muzikoložka, houslistka a hudební pedagožka, v letech 2014 až 2020 členka a v letech 2016 až 2020 předsedkyně Rady Českého rozhlasu, od listopadu 2020 členka Rady pro rozhlasové a televizní vysílání.

## Život
Od dětství se věnuje hudbě, navštěvovala Kühnův dětský sbor v Praze a hrála na housle v Hudební škole hlavního města Prahy. V letech 1995 až 1998 vystudovala hru na housle na Konzervatoři Pardubice. Na Pražské konzervatoři pak v letech 1998 až 2003 studovala housle, zpěv a klavír (studium zakončila absolutoriem). Mezi roky 2003 a 2007 absolvovala i program psychologie, pedagogika a hudební metodika v rámci Metodického centra HAMU na Akademii múzických umění v Praze.
Vystudovala rovněž obor hudební věda na Filozofické fakultě Univerzity Karlovy v Praze.
Od roku 1999 se věnuje pedagogické činnosti, působí jako houslistka v Komorním orchestru Pavla Haase. Pracuje jako muzikoložka v hudebním archivu obecně prospěšné společnosti PKF – Prague Philharmonia. Po roce 2008 působila jako hostující umělec v opeře Zítra se bude..., kterou uvádělo Národní divadlo v Praze. Věnuje se sólovému i sborovému zpěvu.
V březnu 2014 byla zvolena Poslaneckou sněmovnou PČR členkou Rady Českého rozhlasu. Do Rady ČRo ji navrhla Základní umělecká škola Dobřichovice, získala 117 hlasů od přítomných poslanců. V dubnu 2016 se stala předsedkyní Rady ČRo. V dubnu 2018 funkci na další dva roky obhájila. Mandát členky a předsedkyně Rady ČRo vykonávala do března 2020.
Dne 10. listopadu 2020 byla zvolena Poslaneckou sněmovnou PČR novou členkou Rady pro rozhlasové a televizní vysílání, nominovalo ji hnutí ANO 2011. Získala 138 hlasů od 169 poslanců, funkce se ujala dne 16. listopadu 2020.